# Кулишівка (Прилуцький район)
Кулиші́вка — село в Україні, Чернігівській області, Прилуцькому районі. Входить до складу Варвинської селищної громади.

## Історія
З 1712 року селом володів журавський сотник (1708—1712 рр.) Якубович Дем'ян Федорович (? — 9 травня 1724).
Селище належало до Журавської сотні Прилуцького полку, а з 1781 року до Пирятинського повіту Київського намісництва.
Селище було приписане до церкви Воскресіння Христового у Журавці
Є на мапі 1826-1840 років..
У 1862 році у володарському та казенному селищі Кулишівка було 102 дворів де жило  422 особи (210 чоловічої та 212 жіночої статі).
У 1911 році у селищі Кулишівка Антонівської волості Пирятинського повіту Полтавської губенії була грамоти школа та жило  612 осіб (299 чоловічої та 313 жіночої статі).

## Населення
Згідно з переписом УРСР 1989 року чисельність наявного населення села становила 213 осіб, з яких 74 чоловіки та 139 жінок.
За переписом населення України 2001 року в селі мешкало 139 осіб.

### Мова
Розподіл населення за рідною мовою за даними перепису 2001 року:
| Мова       | Відсоток |
| ---------- | -------- |
| українська | 99,29 %  |
| російська  | 0,71 %   |